# Mendogia bambusina
Mendogia bambusina är en svampart som beskrevs av Racib. 1900. Mendogia bambusina ingår i släktet Mendogia och familjen Schizothyriaceae.   Inga underarter finns listade i Catalogue of Life.